# Kąpielisko Fala w Łodzi

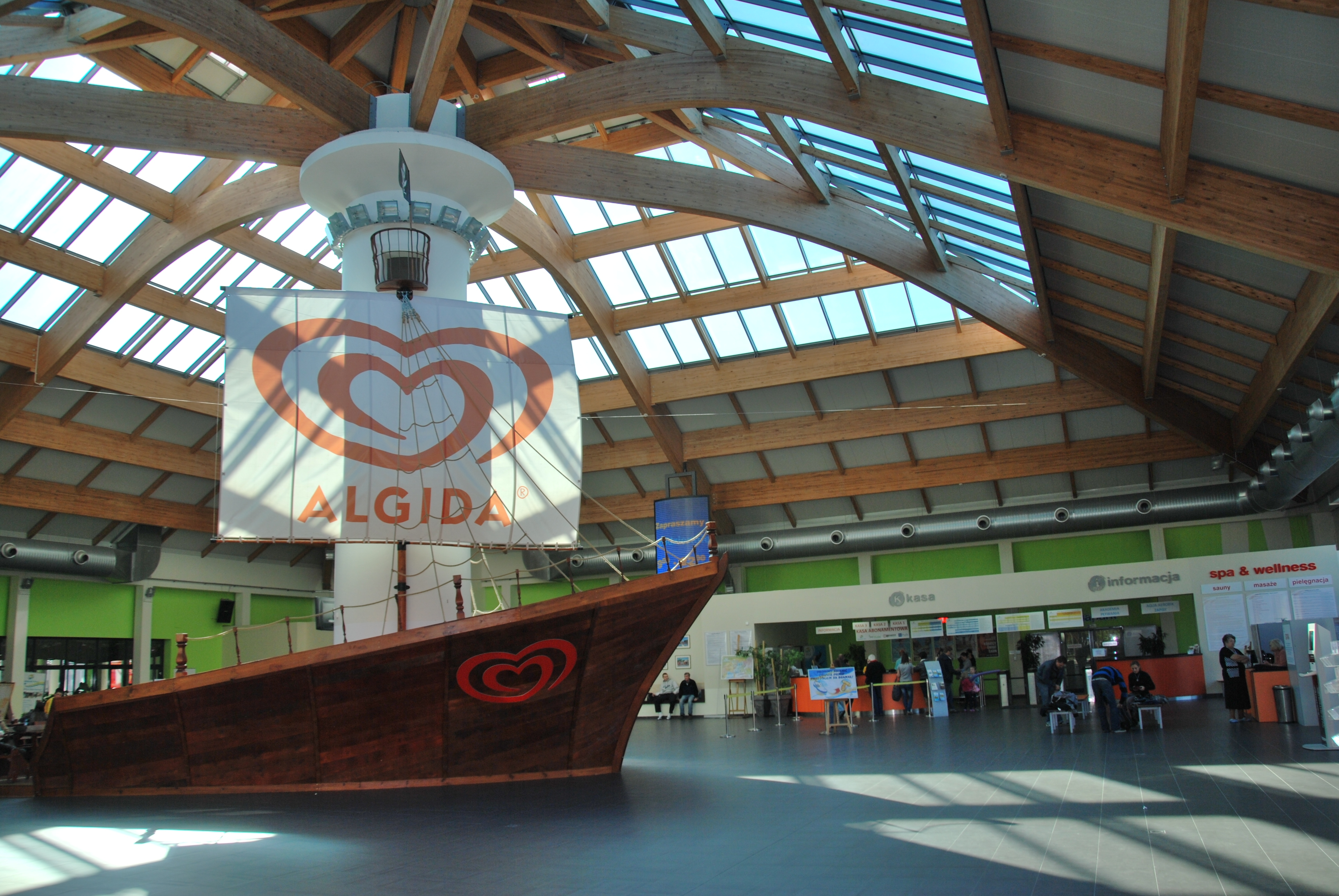
Wnętrze aquaparku

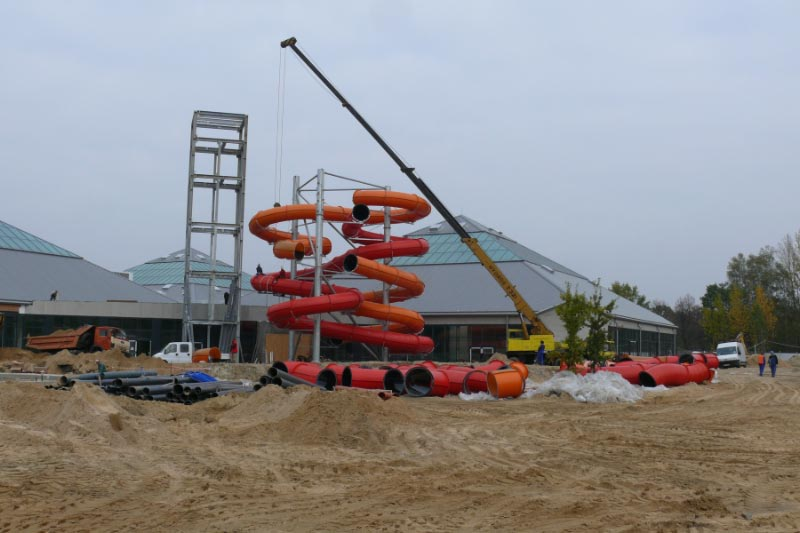
Budowa aquaparku w październiku 2007

Aquapark Fala – kąpielisko przy alei Unii Lubelskiej na Zdrowiu w Łodzi.

## Stary aquapark
Pierwszy kompleks wodny na Zdrowiu został otwarty 19 czerwca 1976 roku. Posiadał m.in. 4 baseny, w tym jeden ze sztuczną falą. Był przeznaczony dla 4 tys. osób i zajmował powierzchnię 7 ha. Niecki basenów były pomalowane na kolor niebieski, żeby woda przypominała barwę laguny. Z powodu wad konstrukcyjnych kąpielisko zamknięto w 1992 roku.
W latach 80. na terenie dawnej Fali odbywały się wybory najpiękniejszej naturystki – Miss Natura.

## Nowy aquapark
Obecnie na miejscu starej Fali istnieje – jeden z największych w Polsce – aquapark, otwarty 31 stycznia 2008 roku. Teren obiektu ma około 10 ha powierzchni, z czego 3541,35. m² stanowi lustro wody.
Kompleks basenów jest usytuowany w szklanych piramidach. Znajduje się tu m.in. zjeżdżalnia typu „kamikaze” (długości 60 m przy 20 m różnicy poziomów), 19-metrowa wieża z dwiema zjeżdżalniami o długości ok. 130 m i 60 m, 4 całoroczne zjeżdżalnie o długości: 120 m, 132 m, 140 m, 144 m, strefa saun (a w niej osiem różnych saun), bicze wodne, jacuzzi, rzeki – dzika i spokojna, leśna plaża, zespół boisk sportowych do siatkówki i koszykówki, bary i restauracje. Jeden z basenów został wyposażony w urządzenia wytwarzające sztuczną falę.
Kąpielisko wybudowała spółka Aqua Park Łódź Sp. z o.o., którą miasto zawiązało ze słoweńską firmą Makro 5 Investicije. Inwestycję wartą 18,5 mln zł sfinansowali Słoweńcy, udział gminy Łódź stanowiły grunty warte 4 mln zł, na których powstało kąpielisko.
1 czerwca 2007 roku władze aquaparku ogłosiły, że nowy obiekt będzie się nazywał Aquapark Łódź – Fala.
23 września 2010 roku przed wejściem na teren kąpieliska uroczyście odsłonięto pomnik pingwina Pik-Poka.